# Campeonato Europeu de Corrida de Montanha de 2002
O 8º Campeonato Europeu de Corrida de Montanha de 2002 foi a primeira edição organizada pela Associação Europeia de Atletismo, sob nova nomenclatura, ocorreu na cidade de Câmara de Lobos em Portugal no dia 7 de julho de 2002. Contou com a presença de 94 atletas em duas categorias, tendo como destaque a Itália com três medalhas, sendo duas de ouro.

## Resultados
Esses foram os resultados da competição.

### Sênior masculino
Individual 
| Posição           | Atleta           | País     | Tempo   |
| ----------------- | ---------------- | -------- | ------- |
| Medalha de ouro   | Alexis Gex-Fabry | Suíça    | 56.37   |
| Medalha de prata  | Marco De Gasperi | Itália   | 56.55   |
| Medalha de bronze | Abdelkadir Turk  | Turquia  | 57.52   |
| 4                 | Emanuele Manzi   | Itália   | 58.00   |
| 5                 | Marco Gaiardo    | Itália   | 58.45   |
| 6                 | Florian Heinzle  | Áustria  | 59.15   |
| 7                 | Markus Kröll     | Áustria  | 59.45   |
| 8                 | Alexander Rieder | Áustria  | 59.47   |
| 9                 | Paulo Goncalves  | Portugal | 59.54   |
| 10                | Lucio Fregona    | Itália   | 1:00.00 |

Equipe 
| Posição           | Equipe  | Pontos |
| ----------------- | ------- | ------ |
| Medalha de ouro   | Itália  | 11     |
| Medalha de prata  | Áustria | 21     |
| Medalha de bronze | França  | 47     |

### Sênior feminino
Individual 
| Posição           | Atleta              | País       | Tempo |
| ----------------- | ------------------- | ---------- | ----- |
| Medalha de ouro   | Svetlana Demidenko  | Rússia     | 39.40 |
| Medalha de prata  | Catherine Lallemand | Bélgica    | 41.42 |
| Medalha de bronze | Anna Pichrtova      | Chéquia    | 41.59 |
| 4                 | Izabela Zatorska    | Polónia    | 42.39 |
| 5                 | Angela Mudge        | Inglaterra | 42.47 |
| 6                 | Valentina Belotti   | Itália     | 42.56 |
| 7                 | Romina Sedoni       | Itália     | 43.21 |
| 8                 | Ines Hizar          | Eslovênia  | 43.38 |
| 9                 | Vittoria Salvini    | Itália     | 43.46 |
| 10                | Lucinda Moreiras    | Portugal   | 44.10 |

Equipe 
| Posição           | Equipe     | Pontos |
| ----------------- | ---------- | ------ |
| Medalha de ouro   | Itália     | 22     |
| Medalha de prata  | Chéquia    | 41     |
| Medalha de bronze | Inglaterra | 50     |

## Quadro de medalhas
| Ordem | País       | Medalha de ouro | Medalha de prata | Medalha de bronze | Total |
| ----- | ---------- | --------------- | ---------------- | ----------------- | ----- |
| 1     | Itália     | 2               | 1                | 0                 | 3     |
| 2     | Rússia     | 1               | 0                | 0                 | 1     |
| 2     | Suíça      | 1               | 0                | 0                 | 1     |
| 4     | Chéquia    | 0               | 1                | 1                 | 2     |
| 5     | Áustria    | 0               | 1                | 0                 | 1     |
| 5     | Bélgica    | 0               | 1                | 0                 | 1     |
| 7     | Inglaterra | 0               | 0                | 1                 | 1     |
| 7     | França     | 0               | 0                | 1                 | 1     |
| 7     | Turquia    | 0               | 0                | 1                 | 1     |